# Samschtig-Jass
Samschtig-Jass (Schweizerdeutsch für «Samstags-Jass») ist eine Fernsehsendung von Schweizer Radio und Fernsehen, in der das Schweizer National-Kartenspiel Jass gespielt wird. Als Ableger gibt es die Sendung Donnschtig-Jass («Donnerstags-Jass»). Samschtig-Jass ist die älteste noch ausgestrahlte Unterhaltungssendung Europas, sie gilt als eine der erfolgreichsten Fernsehsendungen der Schweiz und läuft jeden zweiten Samstag von 18:45 bis 19:20 Uhr auf SRF 1. Am 4. Januar 2025 wurde die 1000. Sendung ausgestrahlt.

## Entstehung
Samschtig-Jass wurde 1968 von Kurt Felix als erstes interaktives Fernsehformat in der Schweiz erfunden und bis 1969 moderiert. Die Sendung trug damals den Titel Stöck–Wys–Stich. Der Name bezieht sich auf eine weit verbreitete Reihenfolge der Punktezählung beim Jassen: Stöck (König und Dame/Ober) vor Weis vor Stich. 1972 erhielt das Format seinen heutigen Namen.
In den frühen Jahren wurde jeweils zum Ende der Sendung hin eine kurze Szene vor dem fiktiven Lokal Zum scharfe Egge eingespielt. Dabei stritten sich die drei Cabaret-Rotstift-Darsteller Jürg Randegger, Werner von Aesch und Heinz Lüthi nach einem Jass-Abend um ein Jass-Problem, das anschliessend aufgelöst wurde. Dieser Running Gag fand später mit der Nummer Die Zähtuusigscht auch Eingang in das Programm Mues das sii! von Cabaret Rotstift. Die drei gealterten Darsteller sollten dort für die fiktive zehntausendste Folge Samschtig-Jass einen besonders guten Sketch einstudieren, was sie jedoch aufgrund diverser Altersgebrechen nicht schaffen.

## Inhalt
Zentraler Teil der Sendung sind drei Runden Jass. Am Kartenspiel nehmen prominente und nicht-prominente Studiogäste sowie ein Telefonkandidat teil, der 16'000 Schweizer Franken gewinnen kann. Die Moderatorin/der Moderator spielt dabei die Karten des Telefonkandidaten. Gespielt werden Differenzler mit Deutschschweizer und französischem Blatt.
Von 1975 bis 1999 moderierte Jürg Randegger die Sendung. Er wurde von Monika Fasnacht abgelöst, die das Format 18 Jahre lang präsentierte. 2017 bis 2019 moderierte Reto Scherrer. Seit Januar 2020 betreut Fabienne Gyr die Sendung.
Als Schiedsrichter und Experte fungierte bis 1990 Gottfried «Göpf» Egg. Sein Nachfolger von 1991 bis 2011 war Ernst Marti. Im Jahr 2012 übernahm der Bankangestellte Dani Müller, der auch beim Donnschtig-Jass dabei war, den Schiedsrichterposten. Wegen des Zeitaufwandes gab er diesen Posten im Sommer 2018 an den ehemaligen Schwingerkönig Jörg Abderhalden ab.
Als Rahmenprogramm treten oft und meist schweizerische Künstler aus dem Bereich der volkstümlichen Musik auf.

## Donnschtig-Jass
Jeweils von Juli bis August (sechs bis sieben Sendungen) wird donnerstags ab 20:05 Uhr der Donnschtig-Jass ausgestrahlt. Bei diesem treten Gemeinden gegeneinander an und spielen um die Austragung der nächsten Sendung.
Die zunächst ab 1984 ebenfalls von Jürg Randegger moderierte Sendung wurde lediglich für ein Jahr geplant, jedoch wegen des grossen Erfolgs weitergeführt. Ursprünglich am Mittwoch ausgestrahlt, hiess sie entsprechend Mittwoch-Jass und wurde 1992 auf den Donnerstag verschoben. Gejasst wurde in einem Bahnwagen. Ab 1989 wurde die Sendung während zwei Saisons von Randeggers Cabaret-Rotstift-Kollege Werner von Aesch moderiert. 1991 übernahm Urs Kliby die Sendung und gejasst wurde fortan in einem Postauto. Ab 1997 moderierte Monika Fasnacht die Sendung, gejasst wurde jetzt in einem Zelt. Von 2011 bis 2018 führte Roman Kilchsperger durch die Sendung, assistiert von Reto Scherrer. Im Sommer 2019 übernahm Rainer Maria Salzgeber die Moderation. Neuer Sidekick wurde Stefan Büsser. Als Schiedsrichterin ist seither Sonia Kälin dabei.
Aufgrund der Corona-Situation verzichtete der Donnschtig-Jass 2020 und 2021 auf eine Tour durch die Schweiz. Stattdessen wurden die Livesendungen 2020 im Freilichtmuseum Ballenberg und 2021 im Kundelfingerhof produziert. Insgesamt zwölf Familien traten an sieben Abenden gegeneinander an.
Aufgrund des grossen Interesses und Erfolgs der Sommerserie wurde der Donnschtig-Jass am 17. August 2024 erstmals in einer verlängerten Samstagabendausgabe unter dem Titel "Zuegab" ausgestrahlt.

## Kurioses
- Ursprünglich wurde suggeriert, dass der «Telefonjasser» von zu Hause aus mitspielt. Tatsächlich sitzt er am Drehort in einem Nebenraum und trägt Kopfhörer mit Mikrofon.[13]
- Zur besseren Unterscheidung für das Publikum wird in den SRF Jass-Sendungen mit einer Sonderanfertigung der französischen Jasskarten gespielt. Die üblichen Farben rot und schwarz wurden für die Sendung mit blau (Ecke/Karo) und grün (Kreuz) ergänzt. Die Farbe rot bleibt für Herz und schwarz für Schaufel (Pik).